# 岩国短期大学
岩国短期大学（いわくにたんきだいがく、英語: Iwakuni Junior College）は、山口県岩国市尾津町2-24-18に本部を置く日本の私立大学。1898年創立、1971年大学設置。大学の略称は岩短（いわたん）。

## 概観

### 大学全体
- 山口県岩国市に所在する日本の私立短期大学で、設置主体は学校法人高水学園[1]。
- 1971年に2学科、入学総定員100名体制で開学した[2]。
- 1986年年度より一部の学科を臨時増員して[3]2学科入学総200名体制を維持していくも、2012年度入学生より1学科に短縮される。高水高等学校・付属中学校と同じ敷地内に設置されている。

### 建学の精神（校訓・理念・学是）
- 岩国短期大学の学是は「楽学（らくがく）」となっている。これは『論語』の一文となっている「学びて時に之（これ）を習（なら）う，亦（ま）た説（よろこ）ばしからず乎（や），朋（とも）有り遠方より来（きた）る，亦（ま）た楽しからず乎（や）」を引用したものとなっている。

### 教育および研究
- 幼児教育科では情報処理・英語教育にも力をいれているところに特色がある。

### 学風および特色
- 山口県にあるが、広島駅からでも最寄の南岩国駅まで普通電車で60分程度と充分通学圏であり、広島県西部から自宅通学する学生も多い。
- 岩国短期大学は、徳性を重んじる全人教育がモットーとされている。
- チューター制度が取り入れられている。
- セメスター制度が取り入れられている。
- 2006年度財団法人短期大学基準協会による第三者評価の結果、適格と認定されている。

## 沿革
- 1898年 高水村塾が創設される。
- 1971年
  - 1月27日 左記を以て文部省[注 1]より短期大学の設置が認可される。
  - 4月1日 岩国短期大学が以下の学科体制にて開学する[4]。
    - 英語科
    - 幼児教育科

  - 5月1日 学生数[5]/定員
    - 英語科 14[注釈 1]/50
    - 幼児教育科 36[注釈 1]/50
- 1972年
  - 5月1日 学生数[6]/定員
    - 英語科 32[注釈 1]/100
    - 幼児教育科 94[注釈 1]/100
- 1973年
  - 4月1日 幼児教育科の入学定員を50→100増員[注 2]
  - 5月1日 学生数[9]/定員
    - 英語科 32[注 3]/100
    - 幼児教育科 155[注釈 1]/150
- 1975年
  - 5月1日 学生数[10]/定員
    - 英語科 51[注 4]/100
    - 幼児教育科 355[注釈 1]/200
- 1976年
  - 4月1日 専攻科に幼児教育専攻が設置される[注 5]。
- 1982年
  - 4月1日 専攻科幼児教育専攻の学生募集を最終とする[注 6]。
- 1985年
  - 3月 専攻科幼児教育専攻が廃止される。
- 1986年
  - 4月1日 幼児教育科の入学定員を100→150に臨時増員[14]。
  - 5月1日 学生数[15]/定員
    - 英語科 75[注釈 1]/100
    - 幼児教育科 347[注釈 1]/250
- 1987年
  - 5月1日 学生数[16]/定員
    - 英語科 102[注釈 1]/100
    - 幼児教育科 397[注釈 1]/300
- 1992年
  - 5月1日 学生数[17]/定員
    - 英語科 155[注釈 1]/100
    - 幼児教育科 393[注釈 1]/300
- 1998年
  - 4月1日 全学科を共学とする。
  - 5月1日 学生数[18]/定員
    - 英語科 30[注 7]/100
    - 幼児教育科 283[注 8]/300
- 1999年
  - 5月1日 学生数[19]/定員
    - 英語科 19[注 9]/50
    - 幼児教育科 288[注 10]/300
- 2001年
  - 4月1日 この年度の入学生より英語科をビジネス実務科に改組し始める。入学定員は50名のまま据え置き[20]。
- 2002年
  - 10月28日 2000年度入学生を最後とした英語科を正式に廃止される[21]。
- 2006年
  - 4月1日 ビジネス実務科をキャリアデザイン学科に改組[22]。
- 2009年
  - 4月1日 学科の入学定員を以下の通り変更する[23]。
    - 幼児教育科 150→100
    - キャリアデザイン学科 50→30
- 2011年
  - 4月1日 キャリアデザイン学科の募集最終とする[注 11]。
- 2013年
  - 3月31日 左記以降をもってキャリアデザイン学科を廃止。
- 2014年
  - 4月1日 幼児教育科の定員を80名に減員[25]。

## 基礎データ

### 所在地
- 山口県岩国市尾津町2-24-18

### 交通アクセス
- JR山陽本線南岩国駅より徒歩で7分程度のところにある。
- 最寄りのバス停留所は「高水学園」。岩国駅よりいわくにバス「長野尻・黒磯団地」行を利用。

### 象徴
- 岩国短期大学のカレッジマークは川の流れをイメージしたものとなっている（アルファベットの「S」を逆にしたような形となっている）。「山高く、水清し」に由来している[26]。

## 教育および研究

### 組織

#### 学科
- 幼児教育科

#### 過去に存在した学科
- キャリアデザイン学科 入学定員30名[注 12]「ファッションビジネス」・「レストラン・フードビジネス」など複数のカリキュラムモデルが設定されており、学生の進路や好みに合せて自由に科目を選択していくシステムとなっていた。長期履修制度が取り入れられていた。

#### 専攻科
- 幼児教育専攻 入学定員20名[注 13]

#### 別科
- なし

##### 取得資格について
資格
- 保育士：幼児教育科にて取得できる。大半の学生は取得している。

教職課程
- 幼稚園教諭二種免許状：幼児教育科にて取得できる。大半の学生は取得している。
- キュリアデザイン学科の前身となっている英語科では、中学校教諭二種免許状（英語）が設置されていた[30]。

その他、キャリアデザイン学科の前身となっている英語科では秘書専攻コースが設置され必要な単位を取得する事により卒業時に秘書士の称号を取得できていた。

### 研究
- 『岩国短期大学紀要 = Bulletin of Iwakuni Junior College』[31]ほか[注 14]。

### 教育
- 社会人の学び直しニーズ対応教育推進プログラム
  - 「幼稚園教諭免許・保育士資格保有者のスキルアップ及び再就職支援のためのプログラム」において2008年採択されている。

## 学生生活

### 部活動・クラブ活動・サークル活動
- 岩国短期大学のクラブ活動
- 体育系：テニス・バスケットボール・ダンスほか
- 文化系：人形劇・映画・手話ほか

### 学園祭
- 岩国短期大学の学園祭は「清流祭」と呼ばれ、2008年度は11月9日に実施されることになっている。岩国中央幼稚園による鼓笛演奏ほか模擬結婚式なるイベントが催される。「夢-あなたにとって・・・-」がテーマとなっている。

## 大学関係者と組織

### 大学関係者一覧

#### 出身者
- 大畠寛美（ローカルタレント）

## 施設

### キャンパス
- キャンパスは、錦帯橋を模したデザインとなっているところに特徴がある。設置されている学舎は以下の通りとなっている。
  - 本館：TV放送スタジオがある。
  - 1号館
  - 2号館
  - 3号館
  - 講堂
  - 図書館
  - 学生食堂
  - テニスコート

## 対外関係

### 系列校
- 高水高等学校・付属中学校

## 社会との関わり
- 出前授業・講座が執り行われている。
- 「いわたん」CMが放送されている。

## 卒業後の進路について

### 編入学・進学実績
- 幼児教育科：吉備国際大学・広島文教女子大学・徳島文理大学ほか
- キャリアデザイン学科（英語科・ビジネス実務科を含む）：拓殖大学・広島国際大学・安田女子大学ほか